# Håndbagage
Håndbagage (incl. kabinekuffert) er en betegnelse for bagage, som kan medbringes ombord flyveren under rejser. Hvert flyselskab har sine egne regler for størrelse og vægt, men der er dog fælles internationale regler om, hvad man må tage med ombord.
Kabinekufferter har ofte indbyggede hjul (ligesom kufferter), der gør det muligt at køre kabinekufferten henover hårde overflader.